# クイユ
クイユ （Queuille）は、フランス、オーヴェルニュ＝ローヌ＝アルプ地域圏、ピュイ＝ド＝ドーム県のコミューン。

## 地理
コミューンはクレルモン＝フェランの北西およそ30kmのところにある。コンブライユ地方の台地の中、シウール川沿いである。

## 人口統計
| 1962年 | 1968年 | 1975年 | 1982年 | 1990年 | 1999年 | 2006年 | 2012年 |
| ------ | ------ | ------ | ------ | ------ | ------ | ------ | ------ |
| 230    | 224    | 229    | 233    | 243    | 255    | 280    | 262    |

source=1999年までLdh/EHESS/Cassini、2004年以降INSEE

## みどころ
- クイユの蛇行 - シウール川の印象的な蛇行地点。下流にあるダムを通じて年中水で満たされている。